# 웹토렌트
웹토렌트(WebTorrent)는 자바스크립트로 작성된 P2P 스트리밍 토렌트 클라이언트이다. 유튜브 인스턴트의 동명의 개발자(웹토렌트)와 깃허브의 웹토렌트 팀이 웹 브라우저용으로, 그리고 웹토렌트와 비트토렌트 서버리스 네트워크의 연결을 가능케 하는 웹토렌트 데스크톱 단독 버전으로 개발하였다.
BitChute, 브레이브, 사파리에 적용되었다.

## 웹토렌트 데스크톱
웹토렌트 데스크톱(WebTorrent Desktop)은 WebRTC 기반 웹토렌트와 TCP/UDP 기반 비트토렌트, 이렇게 두 망을 동시에 연결(bridge)시킨다.
개발자들은 크롬과 Node의 API에 모두 접근이 가능한 자바스크립트를 사용하여 데스크톱 앱을 개발하는 일렉트론을 사용하였다.

## 같이 보기
- 피어튜브
- InterPlanetary File System
- 유튜브 인스턴트